# Eurytoma tenebrica
Eurytoma tenebrica är en stekelart som beskrevs av Crosby 1909. Eurytoma tenebrica ingår i släktet Eurytoma och familjen kragglanssteklar.
Artens utbredningsområde är Moçambique. Inga underarter finns listade i Catalogue of Life.